# Haasiella
Haasiella — рід грибів родини Tricholomataceae. Назва вперше опублікована 1966 року.

## Поширення та середовище існування
Поширений в Європі рід сапротрофних грибів, що зростає на деревині.